# 심사정 필 촉잔도권
심사정 필 촉잔도권(沈師正 筆 蜀棧圖卷)은 대한민국 서울특별시 성북구 간송미술관에 있는, 조선시대 현재(玄齋) 심사정(沈師正, 1707～1769)이 죽기 1년 전인 1768년 8월에 이백(李白)의 시 ｢촉도난(蜀道難)｣을 주제로 하여 촉(蜀)으로 가는 험난한 여정을 그린 대규모 산수화이다.. 2018년 6월 27일 대한민국의 보물 제1986호로 지정되었다.

## 개요
‘심사정 필 촉잔도권’은 18세기 대표적인 문인화가 현재(玄齋) 심사정(沈師正, 1707～1769)이 죽기 1년 전인 1768년 8월에 이백(李白)의 시 ｢촉도난(蜀道難)｣을 주제로 하여 촉(蜀)으로 가는 험난한 여정을 그린 대규모 산수화이다. 그림의 바깥쪽에는 심사정의 친척 심래영(沈來永, 1759～1826)의 발문이 별지에 쓰여 있는데, 여기에 <촉잔도권>이 심래영의 부친 심유진(沈有鎭, 1723～1787)과 숙부 심이진(沈以鎭, 1723～1768)의 요청으로 제작되어 집안에 소장하게 되었던 경위가 소상하게 서술되어 있다.
기이한 절벽과 험준한 바위가 촉도(蜀道)의 험난한 여정을 시사하는 듯 변화무쌍한 자연의 아름다움을 다양한 색감과 치밀한 구성으로 생동감 있게 표현하였다. 심사정이 평생에 걸쳐 이룩한 자신의 모든 화법을 총망라하여 8m에 이르는 긴 횡권(橫卷)에 완성한 역작으로, 한국 뿐 아니라 동아시아 전통산수의 높은 경지를 보여주는 작품으로 의의가 있다.

## 참고 자료
- 심사정 필 촉잔도권 - 국가유산청 국가유산포털